# Tillgrepp
Tillgrepp innebär att man olovligen tar sig besittning över egendom. En förutsättning för att det skall vara brottsligt är att den tidigare ägaren hade laglig rätt att äga det. Sålunda är det i juridisk mening stöld att ta narkotikaklassade läkemedel från ett apotek, men inte att ta dem från en missbrukare. I svensk rätt delas tillgreppsbrotten upp i följande kategorier: 
- Stöld[1] - bortforslande av föremål av större värde.
- Ringa stöld[2] - bortforslande av föremål av mindre värde.
- Tillgrepp av fortskaffningsmedel[3] - "billån"
- Olovlig kraftavledning[4] - att tappa av en elledning utan att betala för sig.
- Olovlig avledning av värmeenergi[5] - att tappa av en värmeledning utan att betala för sig.
- Egenmäktigt förfarande[6] - att gömma eller blockera någonting så att ägaren inte kan använda det.
- Självtäkt[7] - istället för att anmäla en stöld, på egen hand stjäla tillbaka föremålet från tjuven.
- Rån[8] - att använda våld eller hot om våld för att få besittning av ett föremål.

Förskingring räknas inte som tillgrepp eftersom det innebär att en person som har tillstånd att ta pengar ur en kassa använder dem för eget bruk och inte som föreningen eller företaget tänkt sig. Det är därför en form av bedrägeri.

## Försöksbrott och fullbordat brott
Även försök och förberedelser till brotten stöld, rån, tillgrepp av fortskaffningsmedel, olovlig kraftavledning och olovlig avledning av värmeenergi är straffbara , men var gränsen mellan försök och fullbordat brott går kan variera mellan olika jurisdiktioner.
Kontrektationsteori (av latinets contrectare, "vidröra") kallas den teori inom rättsfilosofin enligt vilken ett stöldbrott är fullbordat redan då gärningsmannen vidrört det föremål som denne tänker ta. Teorin står i kontrast med ablationsteorin, enligt vilken föremålet skall ha blivit bortfört från platsen där den förut fanns, till något annat ställe, där gärningsmannen kan förfoga över den som vore det dennes egendom.
En tredje teori, apprehensionsteorin (av latinets apprehendere, "gripa"), säger att stölden är fullbordad då gärningen fortskridit så långt att gärningsmannen kan anses ha satt sig i besittning av föremålet.